# NGC 135
NGC 135 este o galaxie lenticulară aflată în constelația Balena. A fost descoperită în 2 octombrie 1886 de către Francis Leavenworth.